# Sveriges herrlandslag i ishockey

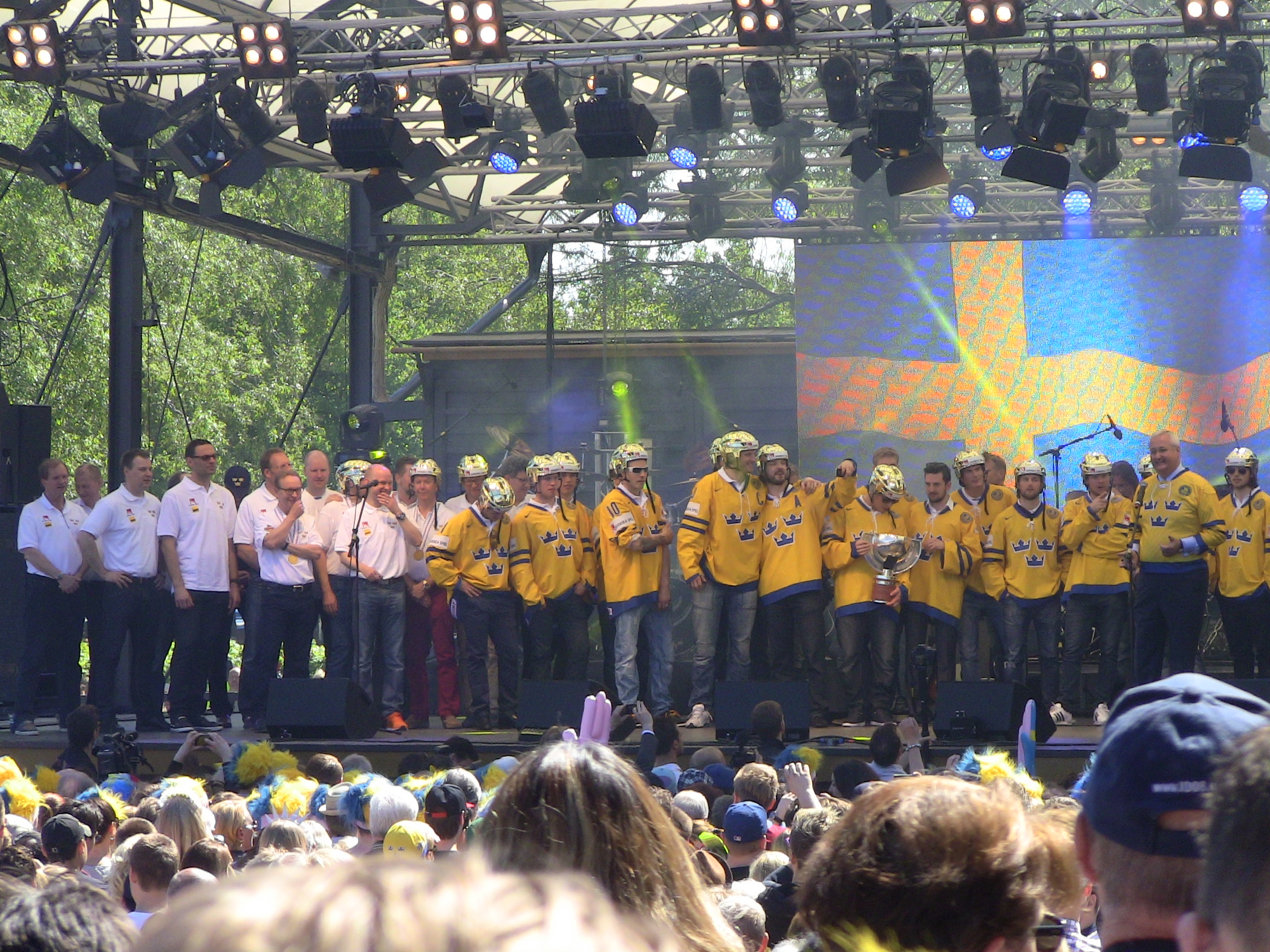
Svenska landslaget firar VM-guldet 2013 i Kungsträdgården i Stockholm.

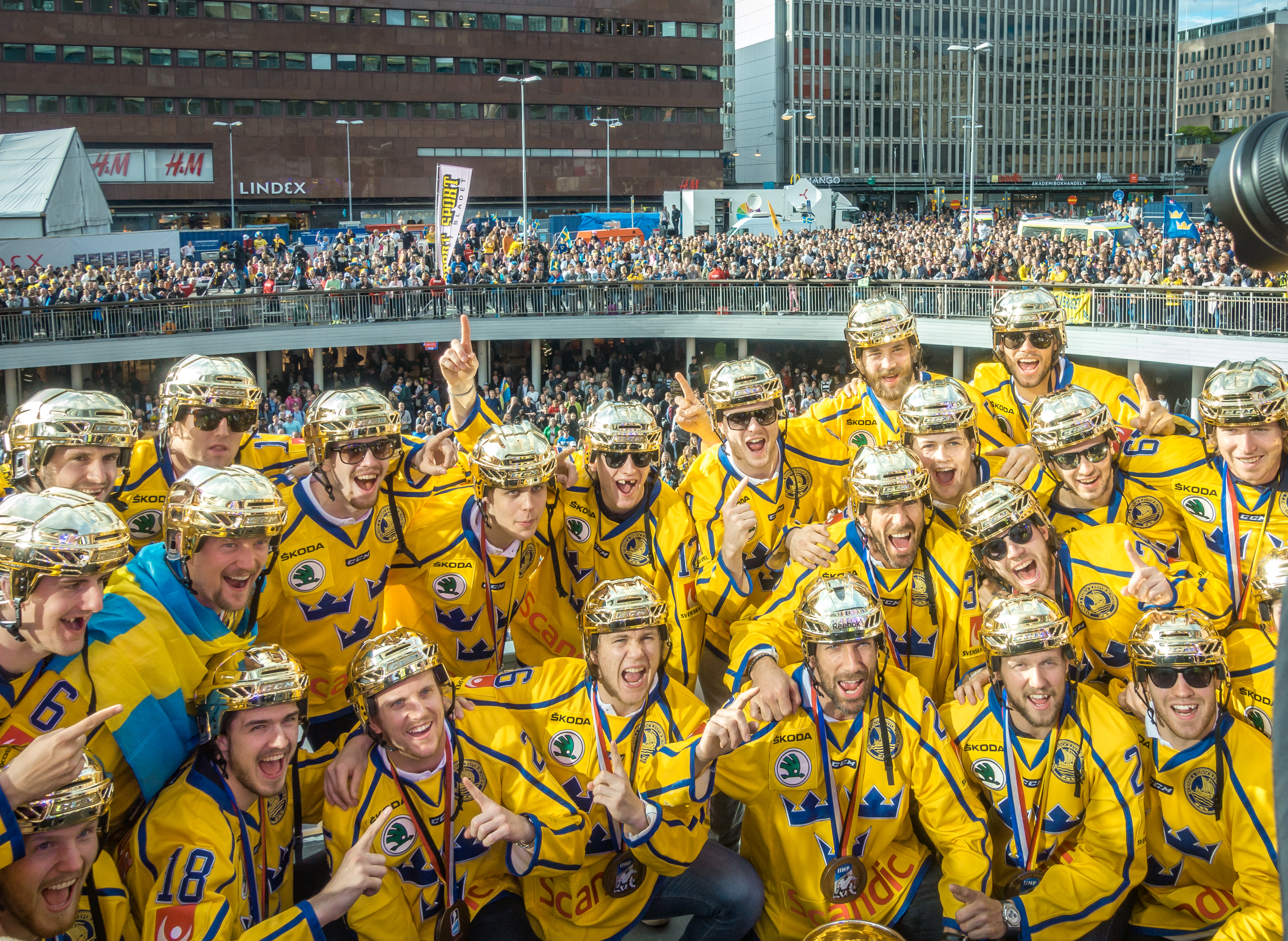
Tre Kronor firas efter VM-guldet på Sergels torg i Stockholm 2017.

Symbolen för tre kronor som också är namnet på Sveriges landslag i ishockey

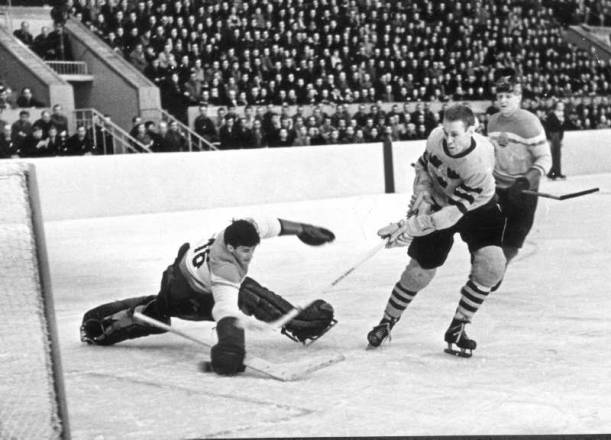
Sverige utklassar Östtyskland med 11–1 vid VM 1957 i Moskva.

Sveriges herrlandslag i ishockey, framförallt känt under namnet Tre Kronor, är det svenska A-landslaget i ishockey för herrar. Laget representerar Sverige i internationella tävlingar och landskamper.

## Historik

### OS 1920 i Antwerpen
Sveriges första landslag i ishockey ställde upp vid i de Olympiska sommarspelen 1920 i Antwerpen. Laget hade tillkommit på initiativ av filmdirektören Raoul Le Mat och sekreteraren i Svenska Fotbollförbundet Anton Johanson och finansierades av fotbollsförbundet, centrala idrottsledningen och konsuln Isaac Westergren. Spelarna hämtades från bandylagen IFK Uppsala, IK Göta, Järva IS samt tre svenska ishockeyspelare aktiva i Berliner SC. Le Mat utsågs till gruppens ledare.
Den första matchen spelades den 23 april 1920, då Sverige överraskande besegrade regerande EM-trean (från 1914, före tävlingsuppehållet under första världskriget) Belgien. 1914 års EM-bronsmedaljörer var försvagade efter världskrig och spanska sjukan, medan de bandytränade och skridskovana svenska spelarna hade ett helt annat fysiskt spel.
Matchen utkämpades på kvällen, och den två perioder långa matchen hade halvtidsvila mellan 21:55 och 22:08. Den historiska premiärmålskytten hette Erik Burman, efter ett "mål från klunga"; Burman gjorde ytterligare två mål och var lagets stjärna. I det svenska målet stod den rutinerade landsmannen i bandy och fotboll Seth Howander, som nollade de för stunden underlägsna OS-värdarna. Howander hade landskampsspel i både bandy och fotboll bakom sig, medan Burman hade erfarenhet från flera års utlandsspel i Tyskland; Burman blev 1914 EM-sjua på 500 meter skridsko (då tävlande för Danmark). Einar Lindqvist och Georg Johansson-Brandius gjorde två mål vardera, och Nils Molander gjorde ett mål. Övriga spelare var Einar Lundell, Einar Svensson, Wilhelm Arwe, Hansjacob Mattsson och David Säfwenberg. 
Därefter vann Sverige över Frankrike med 4–0 och förlorade finalen mot Kanada med 1–12. Tredjeprismatchen slutade med förlust mot Tjeckoslovakien med 0–1. Sverige slutade således på en hedrande fjärdeplats i turneringen, som spelades som en uppvisningsturnering. Internationella ishockeyförbundet gav senare turneringen VM-status.

### 1921–1949
Året därpå arrangerade Sverige Europamästerskapet där man besegrade Tjeckoslovakien med 7–4 på Stockholms Stadion. Då inga andra lag deltog i tävlingen innebar det svenskt EM-guld. Sverige kom sedan tvåa i EM 1922, vann EM 1923 men blev tvåa på nytt 1924. 1928 tog Sverige OS-silver i Sankt Moritz i Schweiz. Vid världsmästerskapet 1931 i Krynica i Polen lyckades Sverige som första lag ta poäng av Kanada i en mästerskapsmatch, 0–0 blev slutresultatet. 1932 vann Sverige EM i Berlin.
Namnet ”Tre Kronor” användes första gången vid världsmästerskapet i ishockey för herrar 1938 i Prag. Den tidigare gula tröjan med den svenska flaggan på byttes ut mot en blå tröja med tre gula kronor på. Initiativet togs av Birger Nilsson och Herman Carlson som låtit sig inspireras av symbolen Tre kronor ut den svenska historien.

### 1949–1962
1949 var genombrottsåret för ishockey i Sverige. Stockholm arrangerade VM. Sverige, som strax före VM slagit Kanada två gånger, inledde strålande, med segrar mot Finland, Tjeckoslovakien och Österrike, 2–2 mot Kanada och vinst igen mot Schweiz. Förluster mot USA och Tjeckoslovakien i de sista matcherna gjorde dock att Sverige slutade fyra. Sverige lyckades några år senare vinna tre VM-guld, dock i frånvaro av USA och Kanada 1953 och 1957 och Sovjetunionen och Tjeckoslovakien 1962. 1953 i Schweiz var USA och Kanada inte välkomna till Schweiz efter ett skandalslagsmål, och Tjeckoslovakien reste hem mitt under turneringen sedan president Klement Gottwald avlidit. Året därpå, 1954, vann Sovjetunionen VM i Sverige före Kanada och Sverige. Sverige vann VM 1957 i Moskva genom att spela 4–4 mot Sovjetunionen. Vid VM i Colorado i USA 1962 vann Sverige för första gången över Kanada i tävlingssammanhang, 5–3 skrevs de svenska segersiffrorna till. Sverige fortsatte turneringen strålande och vann VM-guldet.

### 1963–1976
1963 arrangerade Sverige VM och missade guldet på mållinjen. Sverige slog Sovjetunionen med 2–1, men Sovjetunionen vann på målskillnad. Några månader senare beslutade IIHF att inbördes möte i fortsättningen skulle avgöra då två lag kom på samma poäng i VM-serien. Nu inleddes en tid av sovjetisk dominans. Backlegenden Lennart ”Lill-Strimma” Svedberg omkom i en bilolycka i juli 1972.

### 1976–1987
Från 1976 tilläts NHL-proffs delta i IIHF-turneringar. Sverige missade finalen i Canada Cup 1976. I takt med att fler spelare lämnade Sverige för spel i NHL kunde Sverige inte längre hävda sig i den yttersta världseliten. Den största förlusten mot Sovjet kom vid VM 1981 i Sverige, 1–13. Men flera silver- och bronsmedaljer i VM och OS blev det, och 1984 kom Sverige tvåa i Canada Cup.

### 1987–1998
1987 lyckades Sverige högst sensationellt vinna VM i Wien. Sverige var tillbaka i den yttersta världstoppen. Medan östblocket föll samman vann Sverige VM-guld 1991 i Finland och 1992 i Tjeckoslovakien. Vid vinter-OS 1994 i Lillehammer i Norge vann Sverige den olympiska ishockeyturneringen på straffslag mot Kanada i finalmatchen. 1998 hade Sverige flera NHL-proffs med, och vann VM i Schweiz.

### 1998–2005
Från slutet av 1990-talet började Sverige spela sämre i landslagsturneringarna under säsongerna, även om man vann Euro Hockey Tour säsongen 1998/1999. Några silver- samt bronsmedaljer i VM blev det dock, mycket på grund av hemflugna NHL-spelare. Vid olympiska vinterspelen 2002 i delstaten Utah i USA förlorade Sverige kvartsfinalen mot Belarus med 3–4 och var ute ur turneringen. Även en förlust vid World Cup mot Tjeckien i kvartsfinalen (1–6) var ett ”kvitto” på att det svenska landslagets spel försämrats. Förbundskapten Hardy Nilsson beskylldes av många för motgångarna, och fick sparken. Bengt-Åke Gustafsson tog över den 14 februari 2005.

### 2005–
Sverige hade återigen börjat spela bättre i landslagsturneringarna under säsongerna. Vid olympiska vinterspelen 2006 i Turin i Italien var Sverige i topp igen. Sverige vann OS-finalen i ishockey för herrar mot Finland med 3–2. Det avgörande målet stod Niklas Lidström för när det endast gått 9 sekunder i den tredje perioden med ett jätteskott i krysset. De svenska framgångarna fortsatte då Sverige vid världsmästerskapet i ishockey för herrar 2006 i Riga i Lettland vann VM-guld efter seger mot Tjeckien med 4–0 i finalmatchen. Sverige blev då också första herrlandslag i ishockey som vunnit både OS-guld och VM-guld under samma säsong.
Jörgen Jönsson blev 11 februari 2007 Sveriges mesta landslagsspelare med 273 landskamper då han spelade för Sverige i LG Hockey Games mot Finland. Säsongen 2006/2007 vann Sverige Euro Hockey Tour. Vid VM noterades svenskarna dock för fjärdeplatser såväl 2007 i Ryssland som 2008 i Kanada. Detta följdes upp med bronsmedaljer 2009 i Schweiz och 2010 i Tyskland, samt silver 2011 i Slovakien. Såväl 2012 och 2013 spelades turneringen i Finland och Sverige, där Sverige åkte ut mot Tjeckien i kvartsfinalen 2012 med 3–4. 2013 tog Sverige dock revansch, och blev världsmästare efter finalseger, 5–1, över Schweiz. 2014 spelade Sverige även olympisk final mot Kanada, och förlorade med 0–3. I maj 2017 blev Sverige på nytt världsmästare, genom att vinna finalen mot Kanada efter straffslag.
Den 20 maj 2018 i Köpenhamn kunde Sverige vinna mot Schweiz i finalen, också efter straffar. VM-guldet innebär också att Rickard Grönborg är den andre svenska förbundskaptenen att vinna guld två år i rad, efter Conny Evensson 1991 samt 1992. Efter Ishockey-VM 2019 meddelade det svenska ishockeyförbundet att Grönborg slutar och ersattes av Johan Garpenlöv, som redan efter en turnering meddelade att han slutar som förbundskapten efter VM 2022.
Vid Världsmästerskapet i Tjeckien i maj 2024 tog Sverige brons genom att finna mot Kanada med 4–2 i matchen om tredjepris, vilket var Sveriges första medalj sedan slutsegern 2018.

## Framstående spelare

### Flest landskamper
1. Jörgen Jönsson (född 1972) – 285[9] landskamper (1993–2007)[10][11]
2. Jonas Bergqvist (född 1962) – 272[9] (1978–1998)[12]
3. Thomas Rundqvist (född 1960) – 267[9] (1981–1993)[13]
4. Ronald Pettersson (1935–2010) – 252[9] (1955–1968)[14]
5. Sven Tumba (1931–2011) – 245[9] (1952–1966)[15]
6. Mats Waltin (född 1953) – 236[9] (1975–1985[16])
7. Roland Stoltz (1931–2001) – 218[9] (1957–1968)[17]
8. Lasse Björn (född 1931) – 217[9] (1952–1961)
9. Tommy Samuelsson (född 1960) – 215[9] (1979–1990)[18]
10. Nils Nilsson (1936–2017) – 206[9] (1956–1967)[19]

### Branschenkät 2015
2015 gjorde ishockeysajten hockeysverige.se en enkät bland 182 nuvarande eller före detta spelare, ledare och domare. Detta resulterade i Alla tiders svenska All-Star Team, fördelat på fyra femmor:
- Förstafemman:[20] Henrik Lundqvist, Nicklas Lidström, Börje Salming, Peter Forsberg, Mats Sundin, Håkan Loob
- Andrafemman:[21] Peter Lindmark, Lennart Svedberg, Erik Karlsson, Henrik Zetterberg, Sven Tumba, Daniel Alfredsson
- Tredjefemman:[22] Leif Holmqvist, Roland Stoltz, Tomas Jonsson, Mats Åhlberg, Kent Nilsson, Ulf Sterner
- Fjärdefemman:[23] Pelle Lindbergh, Anders Eldebrink, Kenny Jönsson, Nicklas Bäckström, Mats Näslund, Bengt-Åke Gustafsson

### Tidigare omröstningar (urval)
Säsongen 1958/1959 röstade Sveriges ishockeyjournalister för första gången fram Tre kronors All Star Team. Den gången valdes Yngve Johansson, Roland Stoltz, Lasse Björn, Ronald Pettersson, Nils Nilsson och Lars-Eric Lundvall.

## Ledare

### Rikstränare / förbundskaptener / coacher
- Folke Jansson, coach 1956–1957
- Ed Riegle, rikstränare 1957–1960
- Arne Strömberg, rikstränare 1960–1971
- Billy Harris, förbundskapten 1971–1972
- Kjell Svensson, förbundskapten 1972–1974
- Ronald Pettersson, förbundskapten 1974–1976
- Hans Lindberg, förbundskapten 1976–1978
- Tommy Sandlin, förbundskapten 1978–80 samt 1986–1990
- Bengt Ohlson, förbundskapten 1980–1981
- Anders Parmström, förbundskapten 1981–1984
- Leif Boork, förbundskapten 1984–1985
- Curt Lindström, förbundskapten 1985–1986
- Tommy Sandlin, förbundskapten 1986–1990
- Conny Evensson, förbundskapten 1990–1992
- Curt Lundmark, förbundskapten 1992–1995
- Kent Forsberg, förbundskapten 1995–1998
- Peter Wallin, general manager 1998–2000
- Hardy Nilsson, förbundskapten 2000–2004
- Claes-Göran Wallin, landslagschef 2002–2005
- Bengt-Åke Gustafsson, förbundskapten 2005–2010
- Pär Mårts, förbundskapten 2010–2016
- Rikard Grönborg, förbundskapten 2016–2019
- Johan Garpenlöv, förbundskapten 2019–2022
- Sam Hallam, förbundskapten 2022–

Källor: (1957–2004), (1957–2019), (2019–2022), (2022–).

## Större turneringar

### Olympiska spelengenom tiderna
| - 1920 – 4:a - 1924 – 4:a - 1928 – Silver - 1932 – Deltog ej - 1936 – 5:a - 1948 – 4:a - 1952 – Brons | - 1956 – 4:a - 1960 – 5:a - 1964 – Silver - 1968 – 4:a - 1972 – 4:a - 1976 – Deltog ej - 1980 – Brons | - 1984 – Brons - 1988 – Brons - 1992 – 5:a - 1994 – Guld - 1998 – 5:a - 2002 – 5:a - 2006 – Guld | - 2010 – 5:a - 2014 – Silver - 2018 – 5:a - 2022 – 4:a |

### Canada Cup/World Cupgenom tiderna
| - Canada Cup 1976 – 4:a - Canada Cup 1981 – 5:a - Canada Cup 1984 – Silver - Canada Cup 1987 – Brons | - Canada Cup 1991 – 4:a - World Cup 1996 – Brons - World Cup 2004 – 5:a - World Cup 2016 – 3:a |

### VMgenom tiderna

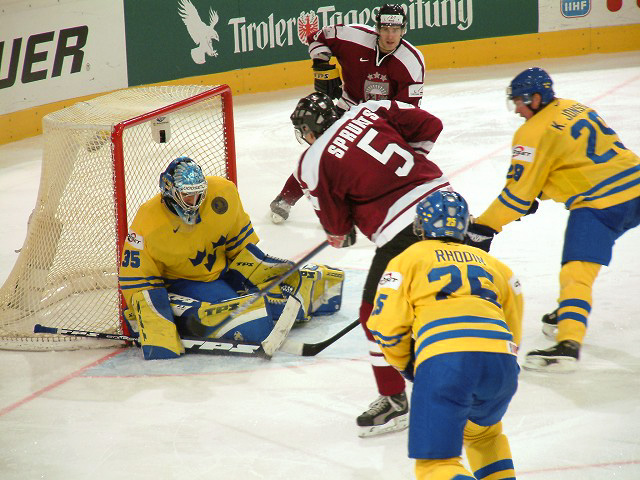
Sverige mot Lettland under VM 2005 i Österrike.

| - 1930 – Deltog ej - 1931 – 6:a - 1933 – Deltog ej - 1934 – Deltog ej - 1935 – 5:a - 1937 – 9:a - 1938 – 5:a - 1939 – Deltog ej - 1947 – Silver - 1949 – 4:a - 1950 – 5:a - 1951 – Silver - 1953 – Guld - 1954 – Brons - 1955 – 5:a - 1957 – Guld - 1958 – Brons - 1959 – 5:a - 1961 – 4:a | - 1962 – Guld - 1963 – Silver - 1965 – Brons - 1966 – 4:a - 1967 – Silver - 1969 – Silver - 1970 – Silver - 1971 – Brons - 1972 – Brons - 1973 – Silver - 1974 – Brons - 1975 – Brons - 1976 – Brons - 1977 – Silver - 1978 – 4:a - 1979 – Brons - 1981 – Silver - 1982 – 4:a - 1983 – 4:a | - 1985 – 6:a - 1986 – Silver - 1987 – Guld - 1989 – 4:a - 1990 – Silver - 1991 – Guld - 1992 – Guld - 1993 – Silver - 1994 – Brons - 1995 – Silver - 1996 – 6:a - 1997 – Silver - 1998 – Guld - 1999 – Brons - 2000 – 7:a - 2001 – Brons - 2002 – Brons - 2003 – Silver - 2004 – Silver | - 2005 – 4:a - 2006 – Guld - 2007 – 4:a - 2008 – 4:a - 2009 – Brons - 2010 – Brons - 2011 – Silver - 2012 – 6:a - 2013 – Guld - 2014 – Brons - 2015 – 5:a - 2016 – 6:a - 2017 – Guld - 2018 – Guld - 2019 – 5:a - 2021 – 9:a - 2022 – 6:a - 2023 – 6:a - 2024 – Brons - 2025 – Brons |

### EMgenom tiderna
| - 1910-1914 – Deltog ej - 1921 – Guld - 1922 – Silver - 1923 – Guld - 1924 – Silver - 1925–1930 – Deltog ej - 1931 – 4:a - 1932 – Guld - 1933–1934 – Deltog ej - 1935 – 4:a - 1936 – 4:a - 1937 – 9:a - 1938 – 4:a - 1939 – Deltog ej - 1947 – Silver - 1948 – Brons - 1949 – Silver - 1950 – Brons - 1951 – Guld | - 1952 – Guld - 1953 – Guld - 1954 – Silver - 1955 – Brons - 1956 – Silver - 1957 – Guld - 1958 – Silver - 1959 – Brons - 1960 – Brons - 1961 – Brons - 1962 – Guld - 1963 – Silver - 1964 – Silver - 1965 – Brons - 1966 – 4:a - 1967 – Silver - 1968 – Brons - 1969 – Silver - 1970 – Silver | - 1971 – Brons - 1972 – Brons - 1973 – Silver - 1974 – Brons - 1975 – Brons - 1976 – Brons - 1977 – Silver - 1978 – Brons - 1979 – Brons - 1981 – Silver - 1982 – Brons - 1983 – Brons - 1985 – 4:a - 1986 – Silver - 1987 – 4:a - 1989 – Brons - 1990 – Guld - 1991 – Silver |

## VM-statistik

### 1920–2006
| VM-turneringar    | Matcher | Segrar | Oavgjorda | Förluster | Gjorda mål | Insläppta mål | Poäng |
| ----------------- | ------- | ------ | --------- | --------- | ---------- | ------------- | ----- |
| A-VM              | 526     | 304    | 55        | 167       | 2220       | 1410          | 663   |
| B-VM/Division I   | 0       | 0      | 0         | 0         | 0          | 0             | 0     |
| C-VM/Division II  | 0       | 0      | 0         | 0         | 0          | 0             | 0     |
| D-VM/Division III | 0       | 0      | 0         | 0         | 0          | 0             | 0     |

### 2007–
| VM-turneringar | Matcher | Segrar | Förluster | Sudden deaths-/Straffläggningssegrar | Sudden deaths-/Straffläggningsförluster | Gjorda mål | Insläppta mål | Poäng |
| -------------- | ------- | ------ | --------- | ------------------------------------ | --------------------------------------- | ---------- | ------------- | ----- |
| VM             | 81      | 52     | 18        | 6                                    | 5                                       | 303        | 179           | 173   |
| Division I     | 0       | 0      | 0         | 0                                    | 0                                       | 0          | 0             | 0     |
| Division II    | 0       | 0      | 0         | 0                                    | 0                                       | 0          | 0             | 0     |
| Division III   | 0       | 0      | 0         | 0                                    | 0                                       | 0          | 0             | 0     |

- ändrat poängsystem efter VM 2006, där seger ger 3 poäng istället för 2 och att matcherna får avgöras genom sudden death (övertid) och straffläggning vid oavgjort resultat i full tid. Vinnaren får där 2 poäng, förloraren 1 poäng.

## Övriga meriter
- Europamästerskapet

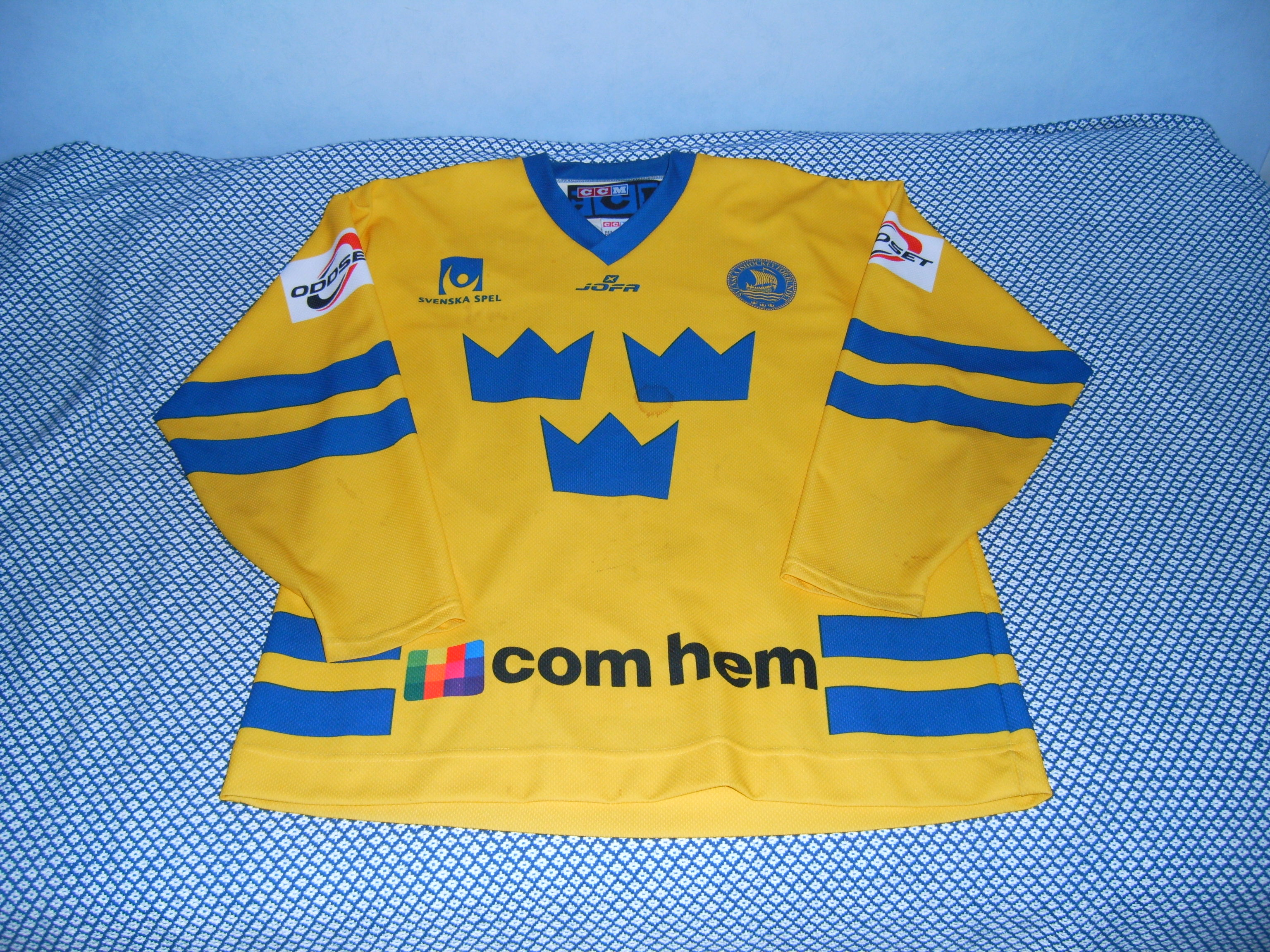
Sveriges matchtröja från 2000-talets första årtionde.

  - Guld: 10 (1921, 1923, 1928, 1932, 1951, 1952, 1953, 1957, 1962, 1990)
- Canada Cup:
  - 1976 – 4:a
  - 1981 – 5:a
  - 1984 – final mot Kanada, som vann med 5–2 och 6–5
  - 1987 – semifinal mot Sovjetunionen, som vann med 4–2
  - 1991 – semifinal mot Kanada, som vann med 4–0
- World Cup
  - 1996 – semifinal mot Kanada, som vann med 3–2 efter förlängning.
  - 2004 – kvartsfinal mot Tjeckien, som vann med 6–1
  - 2016 – semifinal mot Europa, som vann med 3–2 efter förlängning

## Övrig statistik
- Sveriges största vinst i VM:  Sverige 24–1 Belgien  (Prag, Tjeckoslovakien; 16 februari 1947)
- Sveriges största vinst i OS:  Sverige 23–0 Italien   (Sankt Moritz, Schweiz; 7 februari 1948)
- Sveriges största förlust i VM:  Sverige 1–13 Sovjetunionen   (Göteborg, Sverige; 24 april 1981)
- Sveriges största förlust i OS:  Sverige 0–22 Kanada   (Chamonix, Frankrike; 29 januari 1924)

Sveriges 1 000:e ishockeylandskamp på herrsidan spelades den 16 december 1982, när Tjeckoslovakien besegrade Sverige med 5–4 i Izvestija i Moskva. Till och med bronsmatchen i VM 2010 har Sveriges herrar spelat totalt 1.824 ishockeylandskamper. Av dessa har Sverige vunnit 946, spelat 221 oavgjorda och förlorat 657. 641 matcher är så kallade officiella landskamper, det vill säga mästerskapsmatcher i Europamästerskap, världsmästerskap och olympiska spel.
Sveriges förste målskytt i ishockey blev Erik ”Jerka” Burman under OS 1920 i inledningsmatchen mot Belgien 23 april 1920. Matchen slutade 8–0 till Sverige.
Flest mål i en landskamp gjordes av Lars Ljungman, som gjorde 12 mål av Sveriges mål, då landslaget vann över Belgien med 24–1 den 16 februari 1947 i Prag, Tjeckoslovakien under världsmästerskapet i ishockey för herrar 1947.
Flest landskamper för Sverige har Jörgen Jönsson, forward med Rögle BK som moderklubb, med 285 matcher. Flest mål har Sven Tumba, forward från Djurgårdens IF, som under 245 matcher gjorde 186 mål. Vissa ”landskamper” mot Kanada under 1960-talet och 1970-talet var egentligen mot kanadensiska klubb- eller distriktslag, men finns ändå med bland inofficiella landskamper. Många gånger spelade kanadensarna under namnet ”Kanada” och under kanadensisk flagg och matchtröja.

## Listor över samtliga Sveriges landskamper
- 1920-talet
- 1930-talet
- 1940-talet
- 1950-talet
- 1960-talet
- 1970-talet
- 1980-talet
- 1990-talet
- 2000-talet
- 2010
- 2011
- 2012